# (10088) Digne
(10088) Digne (1990 SG8) – planetoida z pasa głównego asteroid okrążająca Słońce w ciągu 3,59 lat w średniej odległości 2,34 j.a. Odkryta 22 września 1990 roku.